# Ophiomyia nealae
Ophiomyia nealae är en tvåvingeart som beskrevs av Mitsuhiro Sasakawa 1964. Ophiomyia nealae ingår i släktet Ophiomyia och familjen minerarflugor. Inga underarter finns listade i Catalogue of Life.